# Cruz de Santo Albano

A cruz de Santo Albano.

A Cruz de Santo Albano é um sautor amarelo sobre um campo azul. É encontrado em várias bandeiras, notadamente na catedral de St Albans, anteriormente um mosteiro beneditino, e na cidade de St Albans, em Hertfordshire.
É o emblema heráldico comumente atribuído ao Reino Anglo-Saxão da Mércia. Um sautor é atribuído à Mércia no College of Arms Ms. L.14, datado do reinado de Henrique III (falecido em 1272). As armas foram subsequentemente usadas pela Abadia de St Albans. Com a dissolução da Abadia e a incorporação do distrito de St Albans, o dispositivo foi usado no selo corporativo da cidade e foi oficialmente registrado como o brasão da cidade em uma visita heráldica em 1634. A cruz também foi incorporada em vários brasões, como o conselho do condado de Hertfordshire e as cidades da Mércia, incluindo Tamworth, Leek e Blaby. A exibição da Cruz de Santo Albano em bandeiras é moderna. Essas bandeiras são hasteadas no Castelo de Tamworth. A bandeira foi hasteada do lado de fora da Birmingham Council House em 2009, enquanto o Staffordshire Hoard estava em exibição na cidade e é mostrada em placas de rua em Tamworth, a "antiga capital da Mércia".
É possível que as cores da cruz e a ligação com Santo Albano se devam, em parte, a uma ligação com Santo André; uma capela de Santo André foi desde um período inicial anexada à Abadia de Saint Alban, e isso pode ser parte da origem do projeto.
A variante mais escura da Cruz de St Alban foi oficialmente registrada pelo Flag Institute como a Bandeira da Mércia em 2014. As próprias regras do Flag Institute não permitem que uma bandeira idêntica seja reconhecida por duas políticas diferentes e, como a Cruz de St Alban tinha já foi registrado para a cidade de St Albans, não poderia ser usado para a Mércia. Eventualmente, o Instituto decidiu adotar a variante mais escura, pois isso tende a combinar melhor com as bandeiras reais hasteadas para representar a Mércia, como a do Castelo de Tamworth.